# 船田一雄
船田 一雄（ふなだ かずお、1877年12月7日 - 1950年4月18日）は大正、昭和期の日本の実業家。三菱合資会社理事長を務めた。

## 生涯
愛媛県上浮穴郡東明神（明神村→久万町を経て、現・久万高原町）出身。久万高等小学校卒業翌年の1892年（明治24年）、試験により愛媛県尋常中学校（現・愛媛県立松山東高等学校）2年に編入学する。中学5年の1895年（明治28年）に夏目漱石が教員として赴任し、船田も漱石に食事などのもてなしを受けたという。
1896年（明治29年）、愛媛県尋常中学校卒業とともに第五高等学校文科に進学。1899年（明治32年）に第五高等学校を卒業して東京帝国大学法科大学独法科に進んだ。在学中に父が病死し、7年を要して1906年（明治39年）に卒業した。卒業直後に水戸区裁判所の検事代理に着任、水戸で検事試験に合格し1908年（明治41年）には東京地方裁判所の検事に任官した。
しかし、三菱からの勧誘により司法界を去って1910年（明治43年）に三菱合資会社地所部（現・三菱地所）に入社した。のち三菱合資会社の営業部から鉱山部に移り、鉱山部が三菱鉱業として独立したあとは総務課長から1924年（大正13年）常務に就任した。1931年（昭和6年）三菱合資理事となり、1936年（昭和11年）三菱商事会長、1943年（昭和18年）三菱本社理事長に就任。
太平洋戦争後の1945年（昭和20年）、連合国軍最高司令官総司令部(GHQ)は四大財閥に自発的解散による財閥解体を指示。三菱の総帥だった岩崎小弥太は「政府の命令なら従う」という態度だったが急病に倒れ、船田は三菱商事会長の田中完三と協議して政府の意向に沿う形で三菱本社の解散を決定した。その後公職追放を受ける。
1950年4月に死去。郷里に建てられた墓碑は、友人であった吉田茂の揮毫による。